# Skådespelare

Gerda Lundequist som Monna Vanna och Anders de Wahl som Prinzivalle i Monna Vanna, Svenska teatern 1903.

Skådespelare eller aktör (om kvinnor även skådespelerska eller aktris) är en person som gestaltar en roll i en film, serie eller teater.